# Ribbach
Der Ribbach (auch Reibach; luxemburgisch Réibaach) ist ein circa 4,6 km langer rechter und westlicher Zufluss der Our, der in seiner zweiten Hälfte entlang der belgisch-luxemburgischen Grenze verläuft.

## Verlauf
Der Ribbach entspringt ca. 1 Kilometer südöstlich der luxemburgischen Ortschaft Weiswampach. Nach etwa 2 Kilometern wird er links vom Bach Birkelburren gespeist. Ab ca. 2,4 Kilometern fließt der Ribbach entlang der belgisch-luxemburgischen Grenze, wobei er mehrmals das Staatsgebiet wechselt. Bis zu seiner Mündung durchquert er überwiegend in bewaldetem Gelände die Gebiete der Gemeinden Weiswampach und Clerf in Luxemburg und Burg-Reuland in Belgien. Er mündet am Dreiländereck von Belgien, Luxemburg und Deutschland auf belgischem Gebiet in die Our. Unmittelbar nördlich der Mündung befindet sich die Georges-Wagner-Brücke.